# إقليم كارلوفي فاري
إقليم كارلوفي فاري (بالتشيكية: Karlovarský kraj) هو أحد أقاليم جمهورية التشيك الأربعة عشر التي استحدثت حسب التقسيمات الإدارية الجديدة لجمهورية التشيك سنة 2000. يقع الإقليم أقصى غربي البلاد وغربي منطقة بوهيميا التاريخية.
عاصمة هذا الأقليم هي كارلوفي فاري وبها تسمّى، ويحده من الشمال الشرقي إقليم أوستي ناد لابم، ومن الجنوب الشرقي إقليم بلزن، ومن الغرب ولاية بافاريا ومن الشمال ولاية سكسونيا في ألمانيا.

## المقاطعات
يقسم الإقليم إلى 3 مقاطعات وهي:
- مقاطعة خب Okres Cheb
- مقاطعة كارلوفي فاري Okres Karlovy Vary
- مقاطعة سوكولوف Okres Sokolov

## اقرأ أيضاً
- أقاليم جمهورية التشيك
- كارلوفي فاري